# 莉萨·韦特曼
莉萨·简·韦特曼（英語：Lisa Jane Weightman，1979年1月16日—），澳大利亚女子田径运动员，主攻长跑。她曾代表澳大利亚参加2010年和2018年英联邦运动会田径比赛，获得一枚银牌和一枚铜牌。